# Podotenus kulkynensis
Podotenus kulkynensis är en skalbaggsart som beskrevs av Zdzisława Stebnicka och Henry Fuller Howden 1995. Podotenus kulkynensis ingår i släktet Podotenus och familjen Aphodiidae. Inga underarter finns listade i Catalogue of Life.